# Khuất Xá
Khuất Xá là một xã thuộc tỉnh Lạng Sơn, Việt Nam.
Xã Khuất Xá có diện tích 27,72 km², dân số năm 1999 là 4.565 người, mật độ dân số 165 người/km².
Theo thống kê năm 2019, xã Khuất Xá có diện tích 27,72 km², dân số là 5.306 người, mật độ dân số 191 người/km².